# Негоєшть (Горж)
Негоєшть, Негоєшті (рум. Negoiești) — село у повіті Горж в Румунії. Входить до складу комуни Прігорія.
Село розташоване на відстані 203 км на захід від Бухареста, 30 км на схід від Тиргу-Жіу, 79 км на північ від Крайови.

## Населення
За даними перепису населення 2002 року у селі проживали 392 особи, усі — румуни. Усі жителі села рідною мовою назвали румунську.